# Supercopa de España de Fútbol Indoor
Die Supercopa de España de Fútbol Indoor ist ein Pokalwettbewerb der Liga de Fútbol Indoor (auch Liga Placo oder Liga Placo Fútbol Indoor genannt). Der Wettbewerb besteht seit 2009 und wird jeweils am Saisonanfang der Liga Placo in einem einzigen Spiel durchgeführt.

## Regeln
Zur Teilnahme an diesem Cupwettbewerb sind jeweils der Meister der Liga de Fútbol Indoor und der Sieger des Cups. Sollten der Meister und der Cupsieger ein und derselbe Verein sein, so ist der Verlierer des Endspiels um die Copa de España zur Teilnahme am Supercup berechtigt. Der Sieger wird in einem einzigen Spiel ermittelt.

## Finalspiele
| Saison | Gewinner                        | Ergebnis | Finalist                                        |
| ------ | ------------------------------- | -------- | ----------------------------------------------- |
| 2009   | Real Madrid (als Vizecupsieger) | 12:5     | Deportivo La Coruña (als Meister und Cupsieger) |
| 2010   | Real Madrid (als Cupsieger)     | 12:6     | FC Barcelona (als Meister)                      |
| 2011   | Real Madrid (als Cupsieger)     | 12:8     | Sporting Gijón (als Meister)                    |

## Titel nach Klub
| Klub        | Jahr             | Anzahl Titel |
| ----------- | ---------------- | ------------ |
| Real Madrid | 2009, 2010, 2011 | 3            |